# Hersilia taiwanensis
Espèce
Hersilia taiwanensis est une espèce d'araignées aranéomorphes de la famille des Hersiliidae.

## Distribution
Cette espèce est endémique de Taïwan.

## Description
Le mâle mesure 4,81 mm et la femelle 6,08 mm.

## Étymologie
Son nom d'espèce, composé de taiwan et du suffixe latin -ensis, « qui vit dans, qui habite », lui a été donné en référence au lieu de sa découverte.

## Publication originale
- Chen, 2007 : Spiders of the genus Hersilia from Taiwan (Araneae: Hersiliidae). Zoological Studies, vol. 46, p. 12-25 (texte intégral).